# 雷博尔代纽什
雷博尔代纽什是葡萄牙布拉干萨区的一个堂区。总面积12.53平方公里，总人口188人，人口密度15人/平方公里。